# Eurycea junaluska
Eurycea junaluska är en groddjursart som beskrevs av Sever, Dundee och Sullivan 1976. Eurycea junaluska ingår i släktet Eurycea och familjen lunglösa salamandrar. IUCN kategoriserar arten globalt som sårbar. Inga underarter finns listade i Catalogue of Life.